# Frankfurtskolan
Frankfurtskolan (tyska: Frankfurter Schule) var en tvärvetenskaplig skolbildning inom samhällsteori och kritisk filosofi som växte fram vid Institutet för socialforskning (Institut für Sozialforschung) i Frankfurt från 1929 i relation till, men oberoende från, Johann Wolfgang Goethe-universitetet. Frankfurtskolan grundades i Weimarrepubliken under mellankrigstiden och bestod av intellektuella, akademiker och politiska dissidenter som inte var nöjda med de samtida samhälleliga formationerna under 1930-talet. Frankfurtskolans teoretiker ansåg att den dåvarande samhällsteorin inte räckte till för att förklara de turbulenta samhällsklimat som präglade 1900-talets kapitalistiska samhällen. Kritiska mot konventionell kapitalism såväl som mot stalinism, vilka de ansåg vara filosofiskt rigida system för social organisering, efterforskade deltagarna alternativa vägar till att förverkliga social utveckling hos samhällen.
Noterbart för skolbildningen är den kritiska teori som utvecklades. Institutet för socialforskning stängdes en kort tid efter det nazistiska maktövertagandet i Tyskland 1933, eftersom många av de som var verksamma vid institutet var av judisk härkomst och dessutom företrädde radikala politiska ståndpunkter. Från 1934 till 1950 verkade därför många av Frankfurtskolans medlemmar i USA.
Under de första decennierna var Max Horkheimer, Theodor Adorno och Herbert Marcuse de tongivande personerna inom Frankfurtskolan. Under efterkrigstiden, efter att Institutet för socialforskning återvänt till Frankfurt, var Jürgen Habermas, Oskar Negt, Alfred Schmidt och Albrecht Wellmer några av de ledande företrädarna. Frankfurtskolans idéer hade särskilt stark ställning under 1960- och 1970-talen i bland annat USA och Tyskland, och dess tankar anammades bland annat av de radikala studentrörelserna under denna tid.

## Historia

### Förhistoria
Framgången för den ryska revolutionen, i kombination med väsentligt sämre resultat för de centraleuropeiska revolutionerna, anses ha lett till att några unga marxister började ompröva några av Marx' antaganden. Georg Lukács från Ungern var en av de första, och till en början den mest betydelsefulla, ideologerna för det som skulle bli Frankfurtskolan. Som finansiär blev Felix J. Weil betydelsefull, som enda barn till Hermann Weil och förmögen på både sin moders och faders sida. Weil tog examen i statsvetenskap i Frankfurt och började intressera sig för marxism. Den unge Weil började sponsra ett antal radikala projekt varav ett hade namnet "Erste Marxistische Arbeitswoche", den första marxistiska arbetsveckan. Där lärde han känna Georg Lukács, Karl Korsch och andra som skulle bli viktiga personer i den nya skolan. Nätverket växte och idéer om en permanent inrättning föddes. Weil avsatte 120 000 mark per år och planen var att döpa det nya institutet till "Institut für Marxismus", Marxistiska Institutet, men för att inte provocera valde man av "aesopiska" skäl ett mer oskyldigt namn, som hade en speciell innebörd för de invigda. Detta var nämligen under perioden då institutets medlemmar inte kommit att förkasta stora delar av det idégods man senare skulle komma anse inte höll måttet.

### Institutet för socialforskning (IfS) och de första åren
Institutet för socialforskning grundades i Frankfurt am Main 1923 av nationalekonomen Felix Weil och var från grundandet kopplat till Johann Wolfgang Goethe-Universität. Vid grundandet var det ett institut med inriktning på socialismens och arbetarrörelsens teori och historia. Felix Weil, som kom från en välbärgad tysk-judisk familj, ordnade finansieringen av institutet. Som förste föreståndare för institutet utsågs austro-marxisten Carl Grünberg, men det var först när filosofen Max Horkheimer 1930 efterträdde Grünberg som föreståndare som institutet fick den inriktning som lade grunden för Frankfurtskolan. Horkheimer uttryckte detta som att "med grund i aktuella filosofiska frågeställningar organisera undersökningar där filosofer, sociologer, nationalekonomer, historiker och psykologer förenas i varaktig arbetsgemenskap."
Genom tidskriften Zeitschrift für Sozialforschung, som utgavs från 1932, och god tillgång till forskningsfinansiering knöt institutet flera forskare till sig, som kom att utgöra den första generationen inom Frankfurtskolan. Bland dessa fanns Walter Benjamin, psykologen Erich Fromm, Leo Löwenthal, Franz Neumann, Friedrich Pollock och Karl Wittfogel.
Efter det nazistiska maktövertagandet i början av 1933 och den kort därpå följande stängningen av institutet flyttade det via Genève och Paris till New York, där institutet från 1934 hade en hemvist vid Columbia University. Några av de ledande medlemmarna, Horkheimer, Pollock och Adorno, flyttade dock vidare till Kalifornien 1940 respektive 1941.

## Kritisk teori
Frankfurtskolans kritiska teori utgick från Karl Marx idéer, men inte från den marxism-leninism eller ortodoxa "Moskva-marxism" som fanns på 1920- och 1930-talen. Istället var den initiala utgångspunkten den västerländska marxism, som grundat sig i tolkningar av Marx, som framförts av Georg Lukács. Detta gällde inte minst hans essäsamling Historia och klassmedvetande (Geschichte und Klassenbewußtsein) från 1923, där han framhöll marxismens rötter i klassisk tysk filosofi, inklusive Immanuel Kant och Friedrich Hegel. Ett annat ingångsvärde i den kritiska teorin var att försöka förena marxistisk analys med Sigmund Freuds psykoanalytiska teorier.
Företrädarna för den kritiska teorin såg sin teoribildning i motsatsförhållande till traditionell borgerlig och positivistisk teori. Denna typ av traditionell samhällsteori ansågs nöja sig med att beskriva verkligheten som den var, och beskriva detta befintliga tillstånd som naturligt och nödvändigt. Den kritiska teorin utmärkte sig däremot genom att vara kritisk till den rådande ordningen, och fokuserade på möjligheten till förändring. Detta innebar ett aktivt ställningstagande för ett socialistiskt samhälle som företrädarna för Frankfurtskolan såg som präglat av demokrati och med frigjorda samhällsmedborgare. Detta synsätt framkom bland annat i Horkheimers skrift från 1937, Traditionelle und kritische Theorie.
Senare kom en mer "pessimistisk" hållning att prägla mycket av Frankfurtskolans tänkande. Ett exempel på det är Upplysningens dialektik (Dialektik der Aufklärung) som Horkheimer och Adorno gav ut 1947. Där menade de att de västerländska samhällena, både de socialistiskt och borgerligt kapitalistiska, präglades av ett instrumentellt och teknokratiskt förnuftstänkande inställt på makt, behärskande och effektivitet, och som inte lämnade något utrymme för rent mänskliga värden. Denna pessimism och kritiska syn på upplysningsfilosofins konsekvenser delades dock inte av alla inom Frankfurtskolan. Bland annat Marcuse företrädde även fortsättningsvis en mer "aktivistisk" filosofi.
Kulturindustrin blev också en del av den tidiga Frankfurtskolans analyser, där Horkheimer och Theodor Adorno hade en kritisk hållning.
Hela 1950-talet, då institutet åter etablerats i Frankfurt, var en produktiv period för Frankfurtskolan. De producerade exempelvis en omfattande studie om "den auktoritära karaktären".[källa behövs] Det var också under detta decennium, efter återkomsten till Frankfurt, som skolans andra generation kom fram. Den andra generationens mest inflytelserike tänkare och centralgestalt är Jürgen Habermas, och mycket av den andra generationen har ägnats åt kritik av andra etablerade vetenskaper.
Mot Adorno och Horkheimers pessimistiska hållning stod Herbert Marcuses mer aktivistiska. Hans One-Dimentional Man från 1964 kom att ha stor betydelse under 1960-talets studentrevolt i USA.
Sedan dess har en tredje generation tillkommit, där Claus Offe kan nämnas.

## Kritik från den politiska högern
Från 1990-talet har Frankfurtskolans kritiker sett på Frankfurtskolans forskning och teorier om samhälle, människa och kultur via den antisemitiska konspirationsteorin om "kulturmarxism", som, av kritikerna, ses som ursprunget till idéer om politisk korrekthet. Termen kan sägas vara en sorts återupplivning av nazisternas propagandaterm "Kulturbolschewismus". Bland annat massmördaren Anders Behring Breivik uppgav sig tro på konspirationsteorin i fråga. Teorin har dock framför allt spridits av högerradikaler och paleokonservativa debattörer i USA, bland annat sådana kopplade till den konservativa tankesmedjan Free Congress Foundation. Den tidigaste kända skrift som gör kopplingen mellan Frankfurtskolan och politisk korrekthet är från tidigt 1990-tal och publicerades av det till LaRouche-rörelsen kopplade Schillerinstitutet.

## Personer verksamma inom Frankfurtskolan

### Första generationen

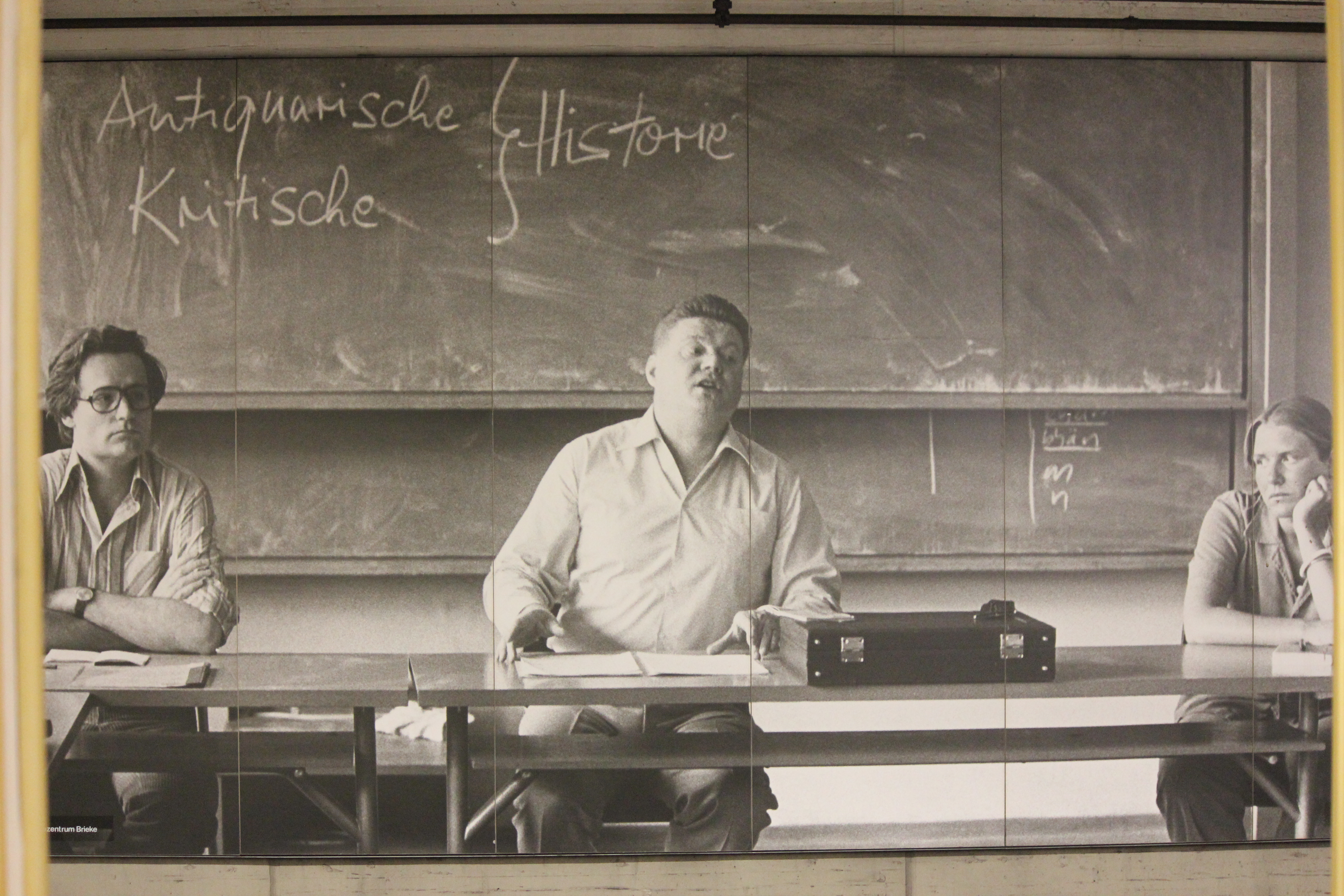
Alfred Schmidt, Goethe-universitetet (cirka 1986)

- Max Horkheimer
- Theodor W. Adorno
- Herbert Marcuse
- Friedrich Pollock
- Erich Fromm
- Otto Kirchheimer
- Leo Löwenthal
- Franz Leopold Neumann

### Andra generationen
Till andra generationen räknas de som studerat under Adorno:
- Jürgen Habermas
- Oskar Negt
- Ulrich Oevermann
- Alfred Schmidt
- Albrecht Wellmer

### Tredje generationen

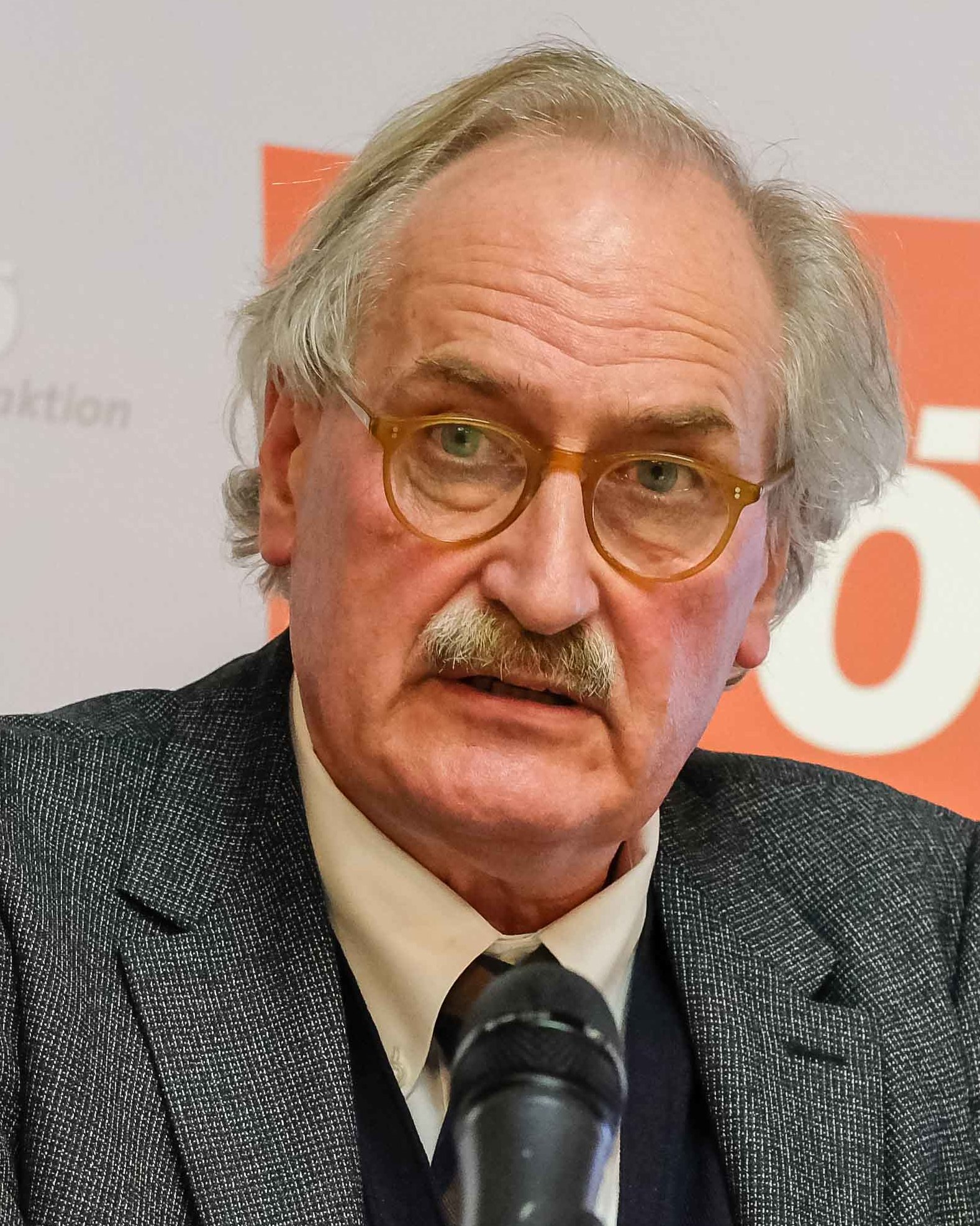
Axel Honneth, 2016

Till tredje generationen räknas de som studerat under Habermas och Wellmer:
- Rainer Forst
- Klaus Günther
- Axel Honneth
- Martin Seel
- Lutz Wingert

### Fjärde generationen
- Hartmut Rosa